# Sylvia Field
Pour les articles homonymes, voir Field.
Harriet Louisa Johnson — née le 28 février 1901 à Boston (quartier d'Allston, Massachusetts), morte le 31 juillet 1998 à Fallbrook (Californie) — est une actrice américaine, connue sous le nom de scène de Sylvia Field.

## Biographie

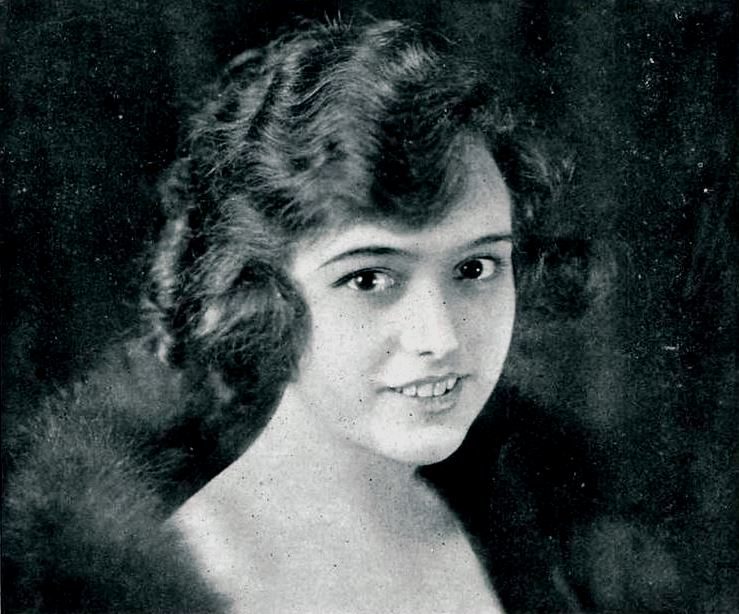
En 1922

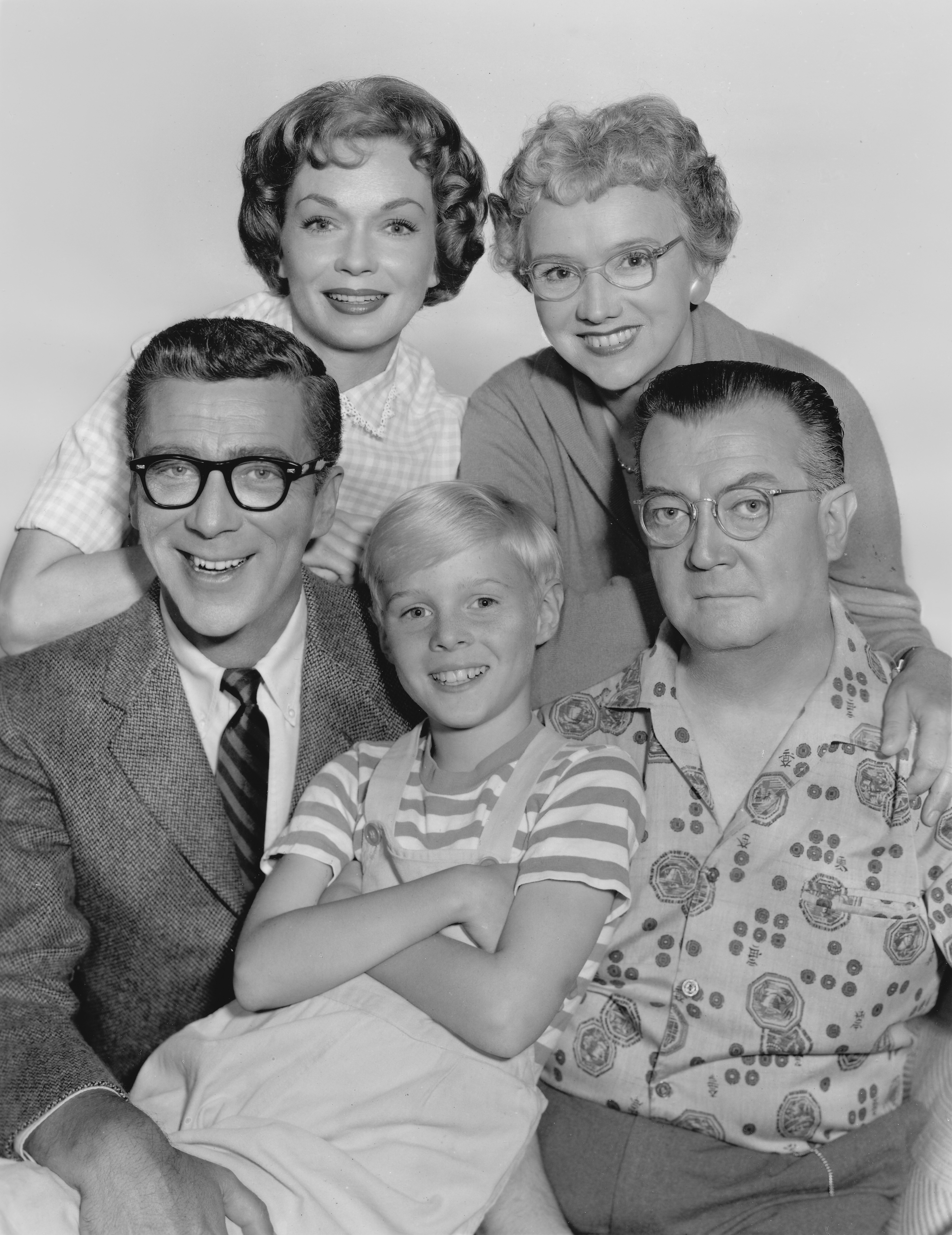
De g. à d. et de haut en bas : Gloria Henry, Sylvia Field, Herbert Anderson, Jay North et Joseph Kearns, dans la série Denis la petite peste (photo promotionnelle, 1960)

Très active au théâtre, Sylvia Field joue notamment à Broadway (New York), où sa première pièce est Les Fiançailles de Maurice Maeterlinck (avec Gladys George et Henry Travers), représentée en 1918-1919.
Suivent entre autres The Cat and the Canary de John Willard (1922, avec Henry Hull, en remplacement de Florence Eldridge), The Royal Family (en) de George S. Kaufman et Edna Ferber (1927-1928, avec Otto Kruger), Volpone de Ben Jonson (adaptation de Stefan Zweig, 1930, avec Sydney Greenstreet dans le rôle-titre), La Case de l'oncle Tom (adaptation du roman éponyme d'Harriet Beecher Stowe (1933, avec Fay Bainter et Thomas Chalmers), ou encore But Not Goodbye de George Seaton (1944, avec Harry Carey et Wendell Corey).
Après une avant-dernière pièce à Broadway en 1948-1949 (Oh, Mr. Meadowbrook!) , elle y revient une ultime fois en 1965, comme doublure de Ruth Gordon, dans Les Joies de la famille de Philippe Hériat.
Accaparée par sa carrière au théâtre, Sylvia Field contribue au cinéma à seulement dix-sept films américains sortis entre 1928 et 1957, dont The Voice of the City (en) de et avec Willard Mack (1929), Nobody's Darling d'Anthony Mann (1943, avec Louis Calhern et Gladys George) et Junior Miss de George Seaton (1945, avec Peggy Ann Garner et Allyn Joslyn).
Pour la télévision, hormis un téléfilm de 1952, elle apparaît surtout dans trente-six séries américaines de 1949 à 1975, la principale étant Denis la petite peste (quatre-vingt-dix épisodes, 1959-1962, dans le rôle récurrent de Martha Wilson).
Citons également Perry Mason (un épisode, 1957) et Gallegher (un épisode, 1967).
En 1941, Sylvia Field épouse en troisièmes noces l'acteur Ernest Truex (né en 1889), dont elle devient veuve à sa mort en 1973 ; avant leur mariage, en 1935, est né l'acteur Barry Truex. De son deuxième mariage avec Harold LeRoy Moffet est née l'actrice Sally Moffet (1932-1995).
Elle joue parfois aux côtés d'Ernest Truex sur les planches et à l'écran, entre autres à Broadway dans la pièce précitée Oh, Mr. Meadowbrook! (1948-1949) et dans le film Tillie the Toiler de Sidney Salkow, sorti en 1941.

## Théâtre à Broadway (intégrale)
- 1918-1919 : Les Fiançailles (The Betrothal) de Maurice Maeterlinck, adaptation d'Alexander Teixeira De Mattos : Joy
- 1919 : Thunder de Peg Franklin : Azaela
- 1922 : The Cat and the Canary de John Willard : Annabelle West (remplacement)
- 1923 : Connie Goes Home d'Edward Childs Carpenter : Connie
- 1924 : Cock O' the Roost de Rida Johnson Young : Clare Clarke
- 1925 : Mrs. Partridge Presents de Mary Kennedy et Ruth Hawthorne : Delight Partridge
- 1925 : Something to Brag About d'Edgar Selwyn et William Le Baron, mise en scène d'Edgar Selwyn : Millicent Harrington
- 1925-1926 : The Butter and Egg Man de George S. Kaufman, mise en scène de James Gleason : Jane Weston
- 1926-1927 : The Little Spitfire de Myron C. Fagan : la bohémienne
- 1926-1928 : Broadway de (et mise en scène par) George Abbott et Philip Dunning : Billie Moore
- 1927 : Behold This Dreamer de Fulton Oursler et Aubrey Kennedy : Melodie
- 1927-1928 : The Royal Family de George S. Kaufman et Edna Ferber, mise en scène de David Burton : Gwen Cavendish
- 1930 : Marco Millions d'Eugene O'Neill, mise en scène de Rouben Mamoulian : la princesse Kukachin
- 1930 : Volpone de Ben Jonson, adaptation de Stefan Zweig : Colomba
- 1930 : The Up and Up d'Eva Kay Flint et Martha Madison, mise en scène d'Howard Lindsay : Bee
- 1930-1931 : Queen at Home de Shirley Warde et Vivian Crosby : Jennifer Lee
- 1931 : Give Me Yesterday d'Alan Alexander Milne : Sally
- 1931 : Just to Remind You d'Owen Davis : Doris Sabin
- 1931 : Caught Wet de (et mise en scène par) Rachel Crothers : Elizabeth Betts
- 1931-1932 : Adam's Wife de Theodore St. John : Jennie Adams
- 1933 : Hilda Cassidy d'Henry et Sylvia Lieferant : Mamie Kimmel
- 1933 : La Case de l'oncle Tom (Uncle Tom's Cabin), adaptation par G. L. Aiken et A. E. Thomas du roman éponyme d'Harriet Beecher Stowe : Marie
- 1933 : Birthright de Richard Maibaum, mise en scène de Robert Rossen : Clara
- 1934 : Sing and Whistle de Milton Herbert Gropper, mise en scène d'Ernest Truex : Sylvia Jillson
- 1935 : The Distant Shore de Donald Blackwell et Theodore St. John : Sylvia Sheldon
- 1935 : Achilles Had a Heel de Martin Flavin, production et mise en scène de Walter Hampden : Lou
- 1935 : Stick-in-the-Mud de Frederick Hazlitt Brennan, mise en scène de Thomas Mitchell : Lucy Hough
- 1936 : I Want a Policeman de Rufus King et Milton Lazarus : Fern Davidson
- 1936 : Pre-Honeymoon de (et mise en scène par) Alford Von Ronkel et Anne Nichols : Jean Hammond
- 1936 : White Man de Samson Raphaelson : Pansy Washington
- 1936-1937 : Le Mariage de maman (Matrimony Pfd.) de Louis Verneuil, adaptation de Grace George et James Forbes : Mme Robert Levy de Coudray
- 1937 : Something for Nothing d'Harry J. Essex et Sid Schwartz : Una Perkins
- 1941 : Popsy de Frederick Herendeen : Florence Tibbs Benson
- 1944 : But Not Goodbye de George Seaton, décors et mise en scène de Richard Whorf : Jennifer Griggs
- 1948-1949 : Oh, Mr. Meadowbrook! de Ronald Telfer et Pauline Jamerson : Sophie MacDonald
- 1965 : Les Joies de la famille (A Very Rich Woman) de Philippe Hériat, adaptation de Ruth Gordon, mise en scène de Garson Kanin, décors d'Oliver Smith : Mme Lord (doublure)

## Filmographie partielle

### Cinéma
- 1929 : The Voice of the City de Willard Mack : Beebe
- 1929 : L'amour dispose (The Exalted Flapper) de James Tinling : Marjorie
- 1941 : Tillie the Toiler de Sidney Salkow : l'enseignante
- 1942 : Dr. Kildare's Victory de W. S. Van Dyke : l'infirmière Bordon
- 1943 : Fille d'artistes (Nobody's Darling) d'Anthony Mann : Mlle Campbell
- 1944 : Her Primitive Man de Charles Lamont : la tante Martha
- 1945 : Junior Miss de George Seaton : Mme Graves
- 1945 : Les Amours de Salomé (Salome Where She Danced) de Charles Lamont : Sophie
- 1957 : La Bourrasque (All Mine to Give) d'Allen Reisner : Lelia Delbert

### Télévision

#### Séries télévisées
- 1957 : Perry Mason, première série, saison 1, épisode 7 The Case of the Angry Mourner de William D. Russell : Belle Adrian
- 1958 : Walt Disney Presents: Annette, saison unique, 10 épisodes : la tante Lila McCleod
- 1959 : Monsieur et Madame détective (The Thin Man), saison 2, épisode 28 Requiem for a Recluse : Baby
- 1959-1962 : Denis la petite peste (Dennis the Menace), saisons 1 à 3, 90 épisodes : Martha Wilson
- 1964 : Lassie, saison 11, épisode 7 Lassie and the Shifting Sands : Ephie McCloud
- 1965 : Adèle (Hazel), saison 5, épisode 1 Who's in Charge Here? d'E. W. Swackhamer : Mme Robert Dunlap
- 1967 : Gallegher (Gallegher Goes West), saison 3, épisode 4 Trial by Terror de Joseph Sargent et James Sheldon : Mme McManus